# Морган, Хелен (актриса и певица)
Хе́лен Мо́рган (англ. Helen Morgan; 2 августа 1900[…], Данвилл, Иллинойс — 8 октября 1941, Чикаго, Иллинойс) — американская певица и актриса. В 1920-х и 1930-х годах выступала в ночных клубах (нелегальных питейных заведениях) с песнями о разбитых сердцах и тяжёлой жизни. Кроме того, она записывалась на пластинки, выступала на сцене (в водевилях и на Бродвее), играла в кино, выступала на радио.
Прославилась певица в 1921 году. Как пишет музыкальный сайт AllMusic, Хелен Морган — культовая фигура 1920-х годов, один из первых и один самых искусных в истории поп-музыки исполнителей жанра «песен о несчастливой любви» (англ. torch song). Известна «своими душераздирающими интерпретациями […] песен про романтическую преданность своенравным мужчинам, которые она пела со своего насеста на крышке рояля».

## Фильмография
- См. «Helen Morgan § Filmography» в английском разделе.

## Роли в театре
- См. «Helen Morgan § Stage» в английском разделе.